# Römerstein
Römerstein – miejscowość i gmina w Niemczech, w kraju związkowym Badenia-Wirtembergia, w rejencji Tybinga, w regionie Neckar-Alb, w powiecie Reutlingen, wchodzi w skład wspólnoty administracyjnej Bad Urach. Leży w Jurze Szwabskiej, ok. 20 km na wschód od Reutlingen.